# Martin Schmidt (Radsporttrainer)
Martin „Matze“ Schmidt (* 21. Oktober 1894 in Wriezen; † 8. Juni 1964 in Berlin) war ein deutscher Radsporttrainer.

## Biographie
Als Matze Schmidt ein Jahr alt war, zog seine Familie aus dem Oderbruch nach Rixdorf bei Berlin. Nach dem Abschluss der Schule machte er eine Lehre als Dreher. 1910 war er Mitbegründer des Radsportvereins RRC Favorit Neukölln. In seinen persönlichen Erinnerungen schrieb er, dass viele Mitglieder dieses Vereins nicht aus dem Ersten Weltkrieg zurückgekehrt seien und sich die Überlebenden anderen Vereinen zugewandt hätten. Schmidt selbst trat 1919 Askania 08 bei und 1921 Möwe Britz. Den Namen „Matze“ erhielt er nach eigenen Angaben von seinen Kegelfreunden in Berlin.
Als Radrennfahrer war Schmidt wenig erfolgreich, weshalb er schon bald in die Rolle eines Betreuers geriet, der für seine Sportskameraden die Verpflegung besorgte und sie massierte. Nach einem schweren Sturz 1922 beendete er seine Laufbahn als Rennfahrer und fand eine Anstellung in der Fahrradgroßhandlung Richard Siebert und Söhne, die die Generalvertretung für Opel hatte. Ab 1925 war Schmidt Manager des Opel-Rennstalls und als solcher bei allen großen Rundfahrten unterwegs. Insgesamt betreute er Radrennfahrer bei rund 100 Sechstagerennen, 40 großen Rundfahrten, 15 Weltmeisterschaften und drei Olympischen Spielen, unter anderem die deutsche Mannschaft um Kurt Stöpel bei der Tour de France 1932. Dabei übernahm er alle Aufgaben, die in heutiger Zeit von einer ganzen Crew bewältigt werden. Er war „die Seele und der Chef vons Janze“.
1935 wurde Matze Schmidt Mitglied der Nationalsozialistischen Deutschen Arbeiterpartei (NSDAP), wie er später erklärte, um Reichstrainer zu werden und die Vorbereitung und Betreuung der Radsportler für die Olympischen Spiele 1936 in Berlin übernehmen zu können. Dort betreute er die Radsportler Toni Merkens, Ernst Ihbe und Charly Lorenz.
Nach dem Zweiten Weltkrieg beendete Schmidt zunächst seine radsportlichen Aktivitäten. Sein einziger Sohn war im Krieg gefallen, und Schmidt zog seinen Enkel auf. 1949 verunglückte sein bester Freund, der Rennfahrer Paul Kroll, beim Berliner Sechstagerennen auf der Radrennbahn in der Halle am Funkturm tödlich. 1950 eröffnete Matze Schmidt ein Fahrradgeschäft in Berlin-Steglitz in der Albrechtstraße. Gemeinsam mit Walter Rütt leitete er eine kostenlose Radfahrschule, um den zunehmenden Fahrradunfällen auf den Straßen entgegenzuwirken.
1952 wurde Matze Schmidt wieder als Trainer tätig und betreute bei den Olympischen Sommerspielen 1952 in Helsinki sowie 1956 in Melbourne die deutsche Radsport-Mannschaft, um danach endgültig als Betreuer zurückzutreten. Als er im Juni 1964 auf dem Friedhof in Britz beerdigt wurde, war der Andrang so groß, dass die Straße vor dem Friedhof abgesperrt werden musste. Selbst in der Tagesschau wurde über die Trauerfeier berichtet.